# لويس كارلوس ألمادا سواريس
لويس كارلوس ألمادا سواريس (بالبرتغالية: Luís Carlos Almada Soares‏)، ويعرف أيضا باسم بلاتيني (مواليد 16 أبريل 1986) هو لاعب كرة قدم مهاجم من الرأس الأخضر. أخر نادي لعب له هو نادي الاتحاد السكندري.
أول ظهور له مع المنتخب كان في عام 2012.

## وصلات خارجية
- لويس كارلوس ألمادا سواريس على موقع قاعدة بيانات كرة القدم.إي يو (الإنجليزية)
- لويس كارلوس ألمادا سواريس على موقع ناشيونال فوتبول تيمز (الإنجليزية)
- لويس كارلوس ألمادا سواريس على موقع Soccerway.com (الإنجليزية)
- لويس كارلوس ألمادا سواريس على موقع عالم كرة القدم.نت (الإنجليزية)